# Crise de milieu de vie
 (octobre 2019).
Si vous disposez d'ouvrages ou d'articles de référence ou si vous connaissez des sites web de qualité traitant du thème abordé ici, merci de compléter l'article en donnant les références utiles à sa vérifiabilité et en les liant à la section « Notes et références ».
La crise de milieu de vie ou crise du milieu de vie, aussi appelée crise de la quarantaine, ou crise de la cinquantaine, est un terme employé dans la société occidentale pour décrire la période de doute que ressentent certaines personnes en « milieu de vie », ayant pour résultat une sensation de passer de la jeunesse à la vieillesse. Quelquefois, des événements vécus lors de ces années là, tels que le vieillissement, la mort des parents, le départ de la maison des enfants peut déclencher cette crise. La personne atteinte souhaite alors faire des changements radicaux dans sa vie de tous les jours ou dans sa situation professionnelle, son mariage ou ses relations amoureuses.

## Description
Des recherches universitaires faites depuis les années 1980 ont rejeté l'idée que la crise de « milieu de vie » touchait la plupart des adultes. Selon une étude, 10 % environ des adultes présentent les symptômes psychologiques de cette crise due à leur âge ou vieillissement. Certains chercheurs pensent que le type de personnalité et l'historique psychologique prédisposent certaines personnes à la crise de « milieu de vie ». Les personnes touchées par ce trouble montrent des symptômes et comportements variés.
De nombreuses personnes en « milieu de vie » vivent des événements qui peuvent aboutir à une période de stress psychologique ou de dépression, comme la mort de l'être aimé ou un échec professionnel. Toutefois, ces événements peuvent survenir plus ou moins tôt. Dans ce cas, la crise de « milieu de vie » est qualifiée de crise de l'âge adulte.[réf. souhaitée]
Certaines études semblent indiquer que certaines cultures sont plus sensibles à ce phénomène que d'autres. Une étude notamment a montré une très faible prévalence de cette crise de « milieu de vie » chez les personnes de culture japonaise ou indienne, mettant en exergue que cette crise a une origine profondément culturelle. Les auteurs de cette étude ont émis l'hypothèse que la « culture de la jeunesse » présente dans la société occidentale expliquerait, au moins en partie cette crise.

## Occurrence
Cette crise survient typiquement lorsque l'individu a un âge compris entre 35 et 45 ans. Il arrive que cela survienne plus tard.

### En français
- Françoise Millet-Bartoli, La Crise du milieu de la vie : une deuxième chance, Odile Jacob, 2002
- Christophe Fauré, Maintenant ou jamais – La Transition du milieu de la vie, Albin Michel, 2011.
- Catherine Bidan, Reprendre pied, vers une nouvelle vie, InterEditions, 2012 (SBN 10 : 2729611614)
- Elliott Jaques, « Mort et crise du milieu de la vie », dans Didier Anzieu, Crise, rupture et dépassement, Dunod, 1979 (lire en ligne), p. 277-305.
- Danielle Quinodoz, « La crise existentielle du “ milieu de la vie ? : la porte étroite », Revue française de psychanalyse, vol. 69, no 5,‎ 2004, p. 1071-1086 (lire en ligne, consulté le 16 octobre 2019).

### En anglais
- Gail Sheehy, Passages: Predictable Crises of Adult Life, 1976,  (ISBN 0-553-27106-7).
- Margie Lachman, ed., Handbook of Midlife Development, John Wiley & Sons, 2001,  (ISBN 0-471-33331-X).
- Sally Squires, « Midlife Without A Crisis », Washington Post, 19 avril 1999.
- Kruger, A. (1994), « The Mid-life Transition: Crisis or Chimera? », Psychological Reports, n° 75, 1299-1305.
- Margie Lachman, « Development in Midlife », Annual Review of Psychology, vol. 55, p. 305-331, 2004.
- David G. Myers, « Adulthood's Ages and Stages », Psychology, n° 5, 196-197, 1998.
- D.T.L. Shek, « Mid-life Crisis in Chinese Men and Women », Journal of Psychology, 130, 109-119, 1996.